# 3427 Szentmártoni
3427 Szentmártoni là một tiểu hành tinh vành đai chính với chu kỳ quỹ đạo là 1258.1171710 ngày (3.44 năm).
Nó được phát hiện ngày 6 tháng 1 năm 1938.